# Arthurdendyus australis
Arthurdendyus australis är en plattmaskart som först beskrevs av Arthur Dendy 1895.  Arthurdendyus australis ingår i släktet Arthurdendyus och familjen Geoplanidae. Inga underarter finns listade i Catalogue of Life.